# Jules-Paul Tardivel
Jules-Paul Tardivel (ur. 2 września 1851, zm. 24 kwietnia 1905) – kanadyjski pisarz i dziennikarz.
Urodził się w Stanach Zjednoczonych. Jego ojcem był Québécois, matką natomiast Amerykanka. Do Quebecu przyjechał w wieku siedemnastu lat, by podjąć tam studia. Współpracował z „Le Courier”, „Le Minerve”, a także „Le Canadien”. W 1881 założył pismo „Le Verite”, które stało się głównym miejscem publikacji jego artykułów. Był ultramontaninem, zdecydowanym zwolennikiem hierarchicznego społeczeństwa, jak również absolutnej dominacji Kościoła katolickiego w polityce i w życiu społecznym. Występował przeciwko demokracji, potępiał również strajki robotników. Sprzeciwiał się obowiązkowej edukacji, szczególnie kształceniu kobiet. Potępiał postęp techniczny i naukowy, za szkodliwe uznawał też przedstawienia teatralne czy liberalną prasę.
Jest uznawany za „ojca frankofońskiego separatyzmu”, jako pierwszy wskazywał na potrzebę stworzenia w Quebecu państwa zamieszkanego przez ludność francuskojęzyczną. Jest również uznawany za pierwszego „kanadyjskiego separatystę”, bowiem jego koncepcje dotyczyły uniezależnienia się Quebecu od Konfederacji Kanady, nie odnosiły się natomiast do Francji jako metropolii. Swoje poglądy podsumował w wydanej w 1895 powieści Pour la patrie.